# Henricus den Dubbelden
Henricus den Dubbelden (Asten, 14 december 1769 - Sint-Michielsgestel, 13 oktober 1851) was een Nederlands geestelijke en een apostolisch vicaris van de Rooms-Katholieke Kerk.
Den Dubbelden, geboren als zoon van chirurgijn Ferdinandus den Dubbelden en Henrica Verhoeven, begon zijn geestelijke carrière als pastoor van Gemert. Later werd hij tevens deken van Helmond. 
Op 5 juni 1831 werd Den Dubbelden benoemd tot apostolisch vicaris van 's-Hertogenbosch, als opvolger van Antonius van Alphen. 
Den Dubbelden vestigde zich op de Ruwenberg in Sint-Michielsgestel. Hij was zeer actief. In 1839 liet hij het seminarie in Haaren bouwen. 
Op 14 januari 1842 werd hij benoemd tot 'titulair bisschop' van Emmaüs; de inwijding vond plaats op 12 april 1842. 
Het herstel van de bisschoppelijke hiërarchie (in 1853) maakte Den Dubbelden net niet meer mee. Na zijn overlijden in 1851 volgde Joannes Zwijsen hem op als vicaris en deze werd, bij de hernieuwde instelling van het bisdom, bisschop. 
Hij werd begraven in zijn woonplaats St. Michielsgestel. Toen in 1932 het kerkhof moest wijken voor nieuwbouw van de kerk werden zijn stoffelijke resten opgegraven en bijgezet in de bisschoppelijke grafkelder van Orthen. Zijn grafsteen verhuisde naar de Bossche Sint-Janskathedraal.
- International Standard Name Identifier: 0000 0003 9466 6518
- Nederlandse Thesaurus van Auteursnamen: 071244530
- Virtual International Authority File: 289219370
- WorldCat: E39PBJtH4hcH8R7hRT8fbGfg8C